# GP2-Lauf in Nürburg 2013
Der GP2-Lauf in Nürburg 2013 fand vom 5. bis 7. Juli auf dem Nürburgring in Nürburg statt und war der sechste Lauf der GP2-Serie-Saison 2013. Marcus Ericsson (DAMS) gewann das Hauptrennen vor James Calado (ART Grand Prix) und Stefano Coletti (Rapax). Das Sprintrennen gewann Jon Lancaster (Hilmer Motorsport) vor James Calado (ART Grand Prix) und Fabio Leimer (Racing Engineering).

## Berichte

### Hintergrund
Die Veranstaltung fand im Rahmenprogramm des Großen Preis von Deutschland statt.
Nach dem Lauf in Silverstone führte Stefano Coletti die Fahrerwertung mit 22 Punkten vor Felipe Nasr und 31 Punkten vor Sam Bird an. Carlin führte in der Teamwertung mit fünf Punkten vor Russian Time und neun Punkten vor Rapax.
Kein Fahrer hatte zuvor auf dem Nürburgring ein GP2-Rennen gewonnen.

### Training
Im freien Training fuhr Robin Frijns die schnellste Zeit, gefolgt von Bird und Mitch Evans.

### Qualifying
Im Qualifying waren die DAMS-Piloten die Schnellsten. Stéphane Richelmi sicherte sich die Pole-Position vor Marcus Ericsson und Frijns. Für Richelmi war dies die erste Pole-Position in der GP2-Serie.

### Hauptrennen

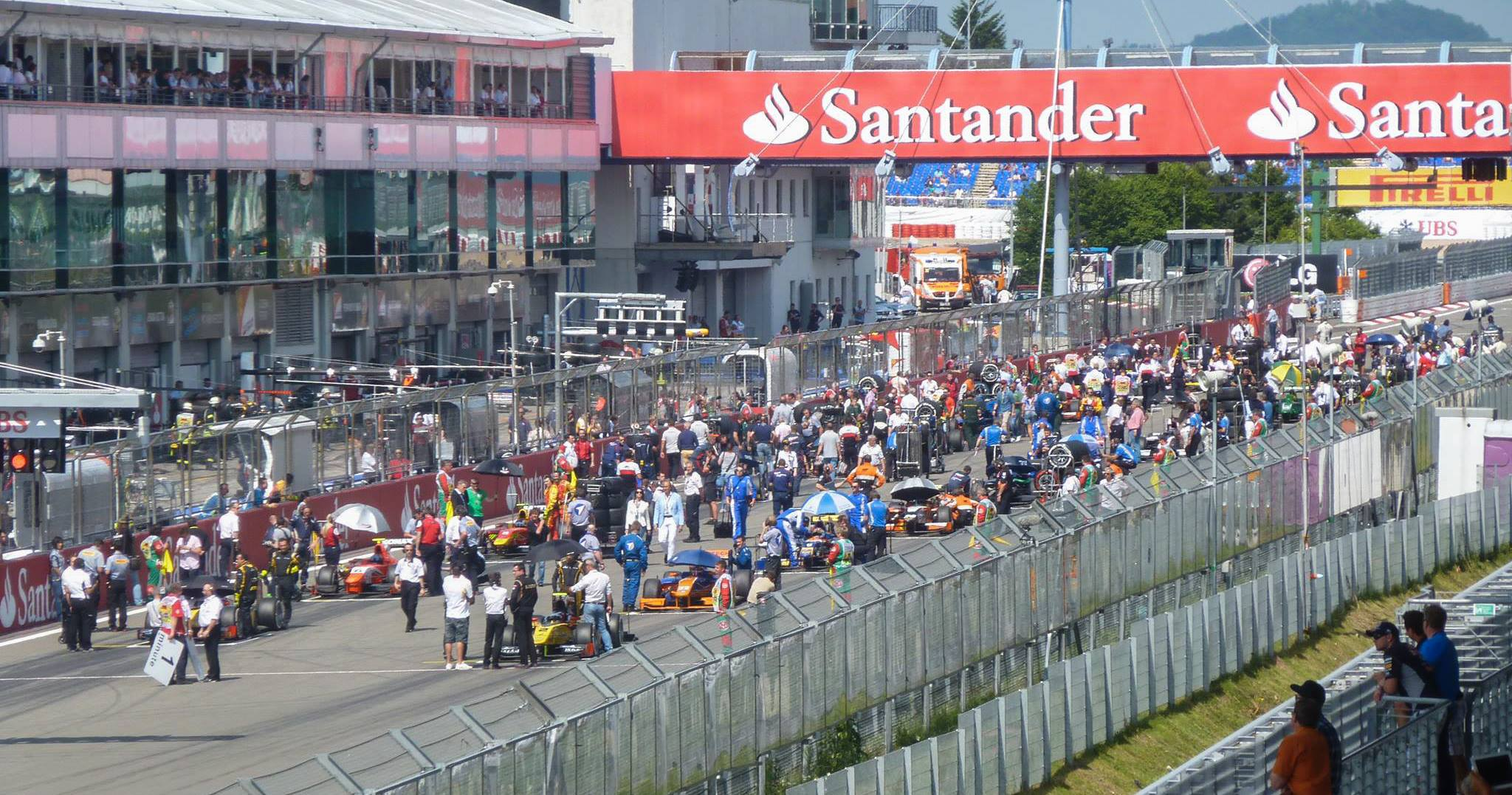
Startaufstellung zum Hauptrennen

Richelmi startete nicht perfekt und verlor die Führung an seinen Teamkollegen Ericsson. Evans hatte einen guten Start und war kurzweilig vor Ericsson, bremste jedoch spät in die erste Kurve und musste durch das Kiesbett fahren, woraufhin er bis auf Position 16 zurückfiel. Während Nasr und Frijns um Position drei kämpften, kam es zu einer Safety-Car-Phase und Frijns sortierte sich hinter Nasr ein. Auslöser der Safety-Car-Phase war ein Startunfall: Adrian Quaife-Hobbs hatte den Motor abgewürgt und kam nicht von der Stelle weg. Dahinter wurde Kevin Ceccon von Nathanaël Berthon und Daniel Abt eingeklemmt und es kam zu einer Kollision, bei der der Bolide von Ceccon aufstieg und sich überschlug. Ceccon rutschte in das Heck von Quaife-Hobbs und für beide war das Rennen beendet. Abt funkte nach der Kollision mit Ceccon, dass sein Fahrzeug beschädigt sei und legte einen Boxenstopp ein. Da die Start-Ziel-Gerade von Trümmerteilen befreit werden musste, wurde das Feld durch die Boxengasse geführt.

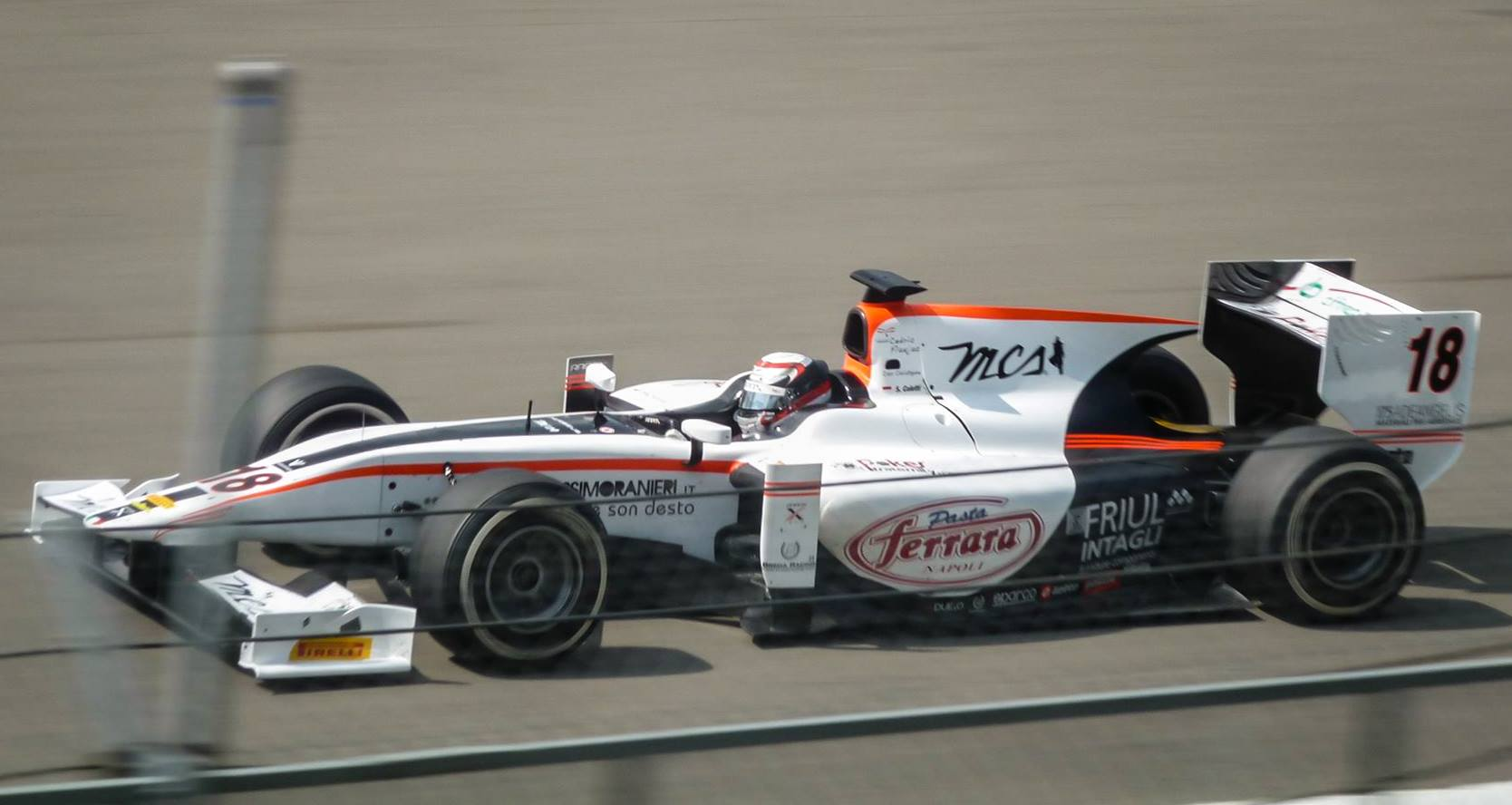
Stefano Coletti fährt das letzte mal in der Saison 2013 auf das Podest

Nach der vierten Runde wurde das Rennen wieder freigegeben.

### Sprintrennen

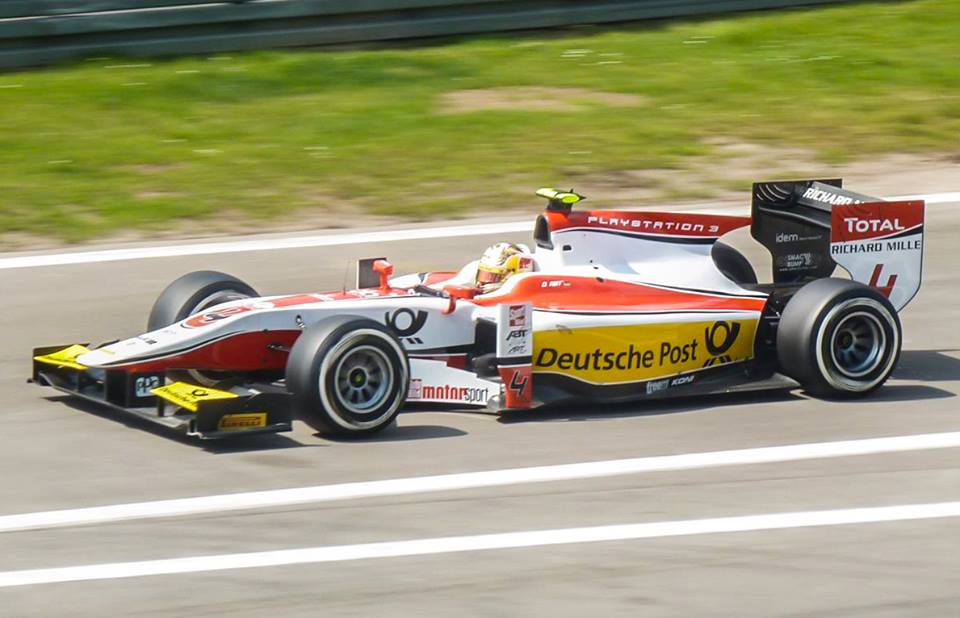
Der einzige deutsche Starter, Daniel Abt, blieb in diesem Lauf ohne Punkte

Tom Dillmann startete das Rennen von der Pole-Position – schied jedoch nach der 14. Runde aus. Jon Lancaster, nach dem Qualifying noch Zweiter, gewann letztlich das Sprintrennen. Die schnellste Runde im Rennen wurde von James Calado in der siebten Runde gefahren.

## Meldeliste
Alle Teams und Fahrer verwendeten das Dallara-Chassis GP2/11, Motoren von Renault-Mecachrome und Reifen von Pirelli.
| Team                 | Auto # | Fahrer              |
| -------------------- | ------ | ------------------- |
| DAMS                 | 01     | Marcus Ericsson     |
| DAMS                 | 02     | Stéphane Richelmi   |
| ART Grand Prix       | 03     | James Calado        |
| ART Grand Prix       | 04     | Daniel Abt          |
| Arden International  | 05     | Johnny Cecotto jr.  |
| Arden International  | 06     | Mitch Evans         |
| Racing Engineering   | 07     | Julian Leal         |
| Racing Engineering   | 08     | Fabio Leimer        |
| Carlin               | 09     | Felipe Nasr         |
| Carlin               | 10     | Jolyon Palmer       |
| Russian Time         | 11     | Sam Bird            |
| Russian Time         | 12     | Tom Dillmann        |
| EQ8 Caterham Racing  | 14     | Sergio Canamasas    |
| EQ8 Caterham Racing  | 15     | Alexander Rossi     |
| Barwa Addax Team     | 16     | Jake Rosenzweig     |
| Barwa Addax Team     | 17     | Rio Haryanto        |
| Rapax                | 18     | Stefano Coletti     |
| Rapax                | 19     | Simon Trummer       |
| Trident Racing       | 20     | Nathanaël Berthon   |
| Trident Racing       | 21     | Kevin Ceccon        |
| Hilmer Motorsport    | 22     | Robin Frijns        |
| Hilmer Motorsport    | 23     | Jon Lancaster       |
| Venezuela GP Lazarus | 24     | René Binder         |
| Venezuela GP Lazarus | 25     | Fabrizio Crestani   |
| MP Motorsport        | 26     | Adrian Quaife-Hobbs |
| MP Motorsport        | 27     | Daniël de Jong      |

## Klassifikationen

### Qualifying
| Pos. | Fahrer              | Team                 | Zeit     | Start |
| ---- | ------------------- | -------------------- | -------- | ----- |
| 01   | Stéphane Richelmi   | DAMS                 | 1:38,487 | 01    |
| 02   | Marcus Ericsson     | DAMS                 | 1:38,763 | 02    |
| 03   | Robin Frijns        | Hilmer Motorsport    | 1:38,804 | 03    |
| 04   | Mitch Evans         | Arden International  | 1:38,848 | 04    |
| 05   | Felipe Nasr         | Carlin               | 1:38,897 | 05    |
| 06   | Fabio Leimer        | Racing Engineering   | 1:38,997 | 06    |
| 07   | Adrian Quaife-Hobbs | MP Motorsport        | 1:39,003 | 07    |
| 08   | James Calado        | ART Grand Prix       | 1:39,018 | 08    |
| 09   | Sam Bird            | Russian Time         | 1:39,089 | 09    |
| 10   | Tom Dillmann        | Russian Time         | 1:39,186 | 10    |
| 11   | Jolyon Palmer       | Carlin               | 1:39,193 | 11    |
| 12   | René Binder         | Venezuela GP Lazarus | 1:39,245 | 12    |
| 13   | Stefano Coletti     | Rapax                | 1:39,274 | 13    |
| 14   | Alexander Rossi     | Caterham Racing      | 1:39,320 | 14    |
| 15   | Fabrizio Crestani   | Venezuela GP Lazarus | 1:39,374 | 15    |
| 16   | Jon Lancaster       | Hilmer Motorsport    | 1:39,379 | 16    |
| 17   | Sergio Canamasas    | Caterham Racing      | 1:39,465 | 17    |
| 18   | Daniël de Jong      | MP Motorsport        | 1:39,503 | 18    |
| 19   | Johnny Cecotto jr.  | Arden International  | 1:39,723 | 19    |
| 20   | Rio Haryanto        | Barwa Addax Team     | 1:39,780 | 20    |
| 21   | Nathanaël Berthon   | Trident Racing       | 1:39,792 | 21    |
| 22   | Daniel Abt          | ART Grand Prix       | 1:39,813 | 22    |
| 23   | Kevin Ceccon        | Trident Racing       | 1:39,876 | 23    |
| 24   | Julian Leal         | Racing Engineering   | 1:39,986 | 24    |
| 25   | Jake Rosenzweig     | Barwa Addax Team     | 1:40,064 | 25    |
| 26   | Simon Trummer       | Rapax                | 1:40,311 | 26    |

### Hauptrennen
| Pos. | Fahrer              | Team                 | Runden | Zeit        | Start | Schnellste Runde |
| ---- | ------------------- | -------------------- | ------ | ----------- | ----- | ---------------- |
| 01   | Marcus Ericsson     | DAMS                 | 32     | 1:00:16,988 | 02    | 1:43,050 (11.)   |
| 02   | James Calado        | ART Grand Prix       | 32     | + 7,860     | 08    | 1:43,474 (11.)   |
| 03   | Stefano Coletti     | Rapax                | 32     | + 14,915    | 13    | 1:43,131 (28.)   |
| 04   | Fabio Leimer        | Racing Engineering   | 32     | + 15,061    | 06    | 1:44,265 (10.)   |
| 05   | Stéphane Richelmi   | DAMS                 | 32     | + 15,119    | 01    | 1:43,706 (11.)   |
| 06   | Robin Frijns        | Hilmer Motorsport    | 32     | + 15,272    | 03    | 1:43,177 (10.)   |
| 07   | Jon Lancaster       | Hilmer Motorsport    | 32     | + 17,156    | 16    | 1:43,291 (24.)   |
| 08   | Tom Dillmann        | Russian Time         | 32     | + 17,823    | 10    | 1:43,825 (31.)   |
| 09   | Felipe Nasr         | Carlin               | 32     | + 24,265    | 05    | 1:43,280 (08.)   |
| 10   | Johnny Cecotto jr.  | Arden International  | 32     | + 24,333    | 19    | 1:43,625 (28.)   |
| 11   | Alexander Rossi     | Caterham Racing      | 32     | + 26,797    | 14    | 1:43,370 (11.)   |
| 12   | Sergio Canamasas    | Caterham Racing      | 32     | + 27,221    | 17    | 1:44,067 (30.)   |
| 13   | Sam Bird            | Russian Time         | 32     | + 31,518    | 09    | 1:44,372 (09.)   |
| 14   | Simon Trummer       | Rapax                | 32     | + 31,592    | 26    | 1:44,509 (13.)   |
| 15   | Daniël de Jong      | MP Motorsport        | 32     | + 33,904    | 18    | 1:44,360 (10.)   |
| 16   | Mitch Evans         | Arden International  | 32     | + 34,142    | 04    | 1:43,548 (25.)   |
| 17   | Nathanaël Berthon   | Trident Racing       | 32     | + 36,142    | 21    | 1:43,095 (26.)   |
| 18   | Rio Haryanto        | Barwa Addax Team     | 32     | + 43,318    | 20    | 1:43,987 (09.)   |
| 19   | Fabrizio Crestani   | Venezuela GP Lazarus | 32     | + 45,117    | 15    | 1:44,280 (12.)   |
| 20   | René Binder         | Venezuela GP Lazarus | 32     | + 45,498    | 12    | 1:44,286 (10.)   |
| 21   | Daniel Abt          | ART Grand Prix       | 32     | + 58,723    | 22    | 1:43,561 (25.)   |
| 22   | Julian Leal         | Racing Engineering   | 32     | + 59,186    | 24    | 1:43,041 (23.)   |
| 23   | Jake Rosenzweig     | Barwa Addax Team     | 32     | + 1:08,725  | 25    | 1:44,734 (21.)   |
| 24   | Jolyon Palmer       | Carlin               | 32     | + 1:22,868  | 11    | 1:43,361 (26.)   |
| —    | Kevin Ceccon        | Trident Racing       | 0      | DNF         | 23    | —                |
| —    | Adrian Quaife-Hobbs | MP Motorsport        | 0      | DNF         | 07    | —                |

Anmerkungen
1. ↑  Rosenzweig bekam im Anschluss an das Rennen eine Durchfahrtsstrafe für das Verursachen einer Kollision mit Berthon. Die Strafe wurde in eine Addition von 20 Sekunden auf das Endergebnis umgesetzt.

### Sprintrennen
| Pos. | Fahrer              | Team                 | Runden | Zeit       | Start | Schnellste Runde |
| ---- | ------------------- | -------------------- | ------ | ---------- | ----- | ---------------- |
| 01   | Jon Lancaster       | Hilmer Motorsport    | 24     | 42:37,655  | 02    | 1:42.936 (08.)   |
| 02   | James Calado        | ART Grand Prix       | 24     | + 1,528    | 07    | 1:42.303 (07.)   |
| 03   | Fabio Leimer        | Racing Engineering   | 24     | + 25,797   | 05    | 1:43.743 (08.)   |
| 04   | Felipe Nasr         | Carlin               | 24     | + 27,527   | 09    | 1:43.543 (24.)   |
| 05   | Johnny Cecotto jr.  | Arden International  | 24     | + 32,336   | 10    | 1:43.841 (10.)   |
| 06   | Alexander Rossi     | Caterham Racing      | 24     | + 34,479   | 11    | 1:43.870 (05.)   |
| 07   | Mitch Evans         | Arden International  | 24     | + 34,751   | 16    | 1:44.103 (18.)   |
| 08   | Sam Bird            | Russian Time         | 24     | + 36,635   | 13    | 1:44.227 (12.)   |
| 09   | Simon Trummer       | Rapax                | 24     | + 40,088   | 14    | 1:44.126 (13.)   |
| 10   | René Binder         | Venezuela GP Lazarus | 24     | + 40,237   | 20    | 1:43.594 (18.)   |
| 11   | Jolyon Palmer       | Carlin               | 24     | + 41,402   | 24    | 1:43.775 (16.)   |
| 12   | Julian Leal         | Racing Engineering   | 24     | + 42,434   | 22    | 1:43.239 (14.)   |
| 13   | Marcus Ericsson     | DAMS                 | 24     | + 43,482   | 08    | 1:44.321 (12.)   |
| 14   | Rio Haryanto        | Barwa Addax Team     | 24     | + 43,806   | 18    | 1:44.432 (17.)   |
| 15   | Nathanaël Berthon   | Trident Racing       | 24     | + 43,979   | 17    | 1:43.587 (19.)   |
| 16   | Adrian Quaife-Hobbs | MP Motorsport        | 24     | + 53,763   | 25    | 1:44.699 (14.)   |
| 17   | Sergio Canamasas    | Caterham Racing      | 24     | + 54,039   | 12    | 1:43.207 (15.)   |
| 18   | Daniel Abt          | ART Grand Prix       | 24     | + 1:01,093 | 21    | 1:45.038 (07.)   |
| 19   | Stefano Coletti     | Rapax                | 24     | + 1:09,152 | 06    | 1:42.779 (14.)   |
| 20   | Jake Rosenzweig     | Barwa Addax Team     | 24     | + 1:19,684 | 23    | 1:44.958 (15.)   |
| 21   | Fabrizio Crestani   | Venezuela GP Lazarus | 23     | + 1 Runde  | 19    | 1:41.626 (14.)   |
| —    | Tom Dillmann        | Russian Time         | 14     | DNF        | 01    | 1:44.663 (08.)   |
| —    | Robin Frijns        | Hilmer Motorsport    | 10     | DNF        | 03    | 1:44.450 (08.)   |
| —    | Daniël de Jong      | MP Motorsport        | 02     | DNF        | 15    | —                |
| —    | Stéphane Richelmi   | DAMS                 | 01     | DNF        | 04    | —                |
|      | Kevin Ceccon        | Trident Racing       |        | DNS        |       |                  |

Anmerkungen
1. ↑  Rosenzweig bekam im Anschluss an das Rennen eine Durchfahrtsstrafe für das Verursachen einer Kollision mit Leal. Die Strafe wurde in eine Addition von 20 Sekunden auf das Endergebnis umgesetzt.

## Punktestände nach dem Lauf

### Fahrerwertung
| Pos. | Fahrer             | Team                | Punkte |
| ---- | ------------------ | ------------------- | ------ |
| 01   | Stefano Coletti    | Rapax               | 135    |
| 02   | Felipe Nasr        | Carlin              | 108    |
| 03   | Sam Bird           | Russian Time        | 90     |
| 04   | Fabio Leimer       | Racing Engineering  | 88     |
| 05   | James Calado       | ART Grand Prix      | 84     |
| 06   | Jon Lancaster      | Hilmer Motorsport   | 65     |
| 07   | Stéphane Richelmi  | DAMS                | 47     |
| 08   | Tom Dillmann       | Russian Time        | 47     |
| 09   | Robin Frijns       | Hilmer Motorsport   | 45     |
| 10   | Jolyon Palmer      | Carlin              | 39     |
| 11   | Mitch Evans        | Arden International | 38     |
| 12   | Marcus Ericsson    | DAMS                | 36     |
| 13   | Alexander Rossi    | Caterham Racing     | 32     |
| 14   | Johnny Cecotto jr. | Arden International | 30     |
| 15   | Kevin Ceccon       | Trident             | 28     |

| Pos. | Fahrer              | Team                 | Punkte |
| ---- | ------------------- | -------------------- | ------ |
| 16   | Adrian Quaife-Hobbs | MP Motorsport        | 23     |
| 17   | Julian Leal         | Racing Engineering   | 22     |
| 18   | Rio Haryanto        | Barwa Addax          | 20     |
| 19   | René Binder         | Venezuela GP Lazarus | 11     |
| 20   | Simon Trummer       | Rapax                | 8      |
| 21   | Daniel Abt          | ART Grand Prix       | 3      |
| 22   | Conor Daly          | Hilmer Motorsport    | 2      |
| 23   | Daniël de Jong      | MP Motorsport        | 1      |
| 24   | Jake Rosenzweig     | Barwa Addax          | 0      |
| 25   | Kevin Giovesi       | Venezuela GP Lazarus | 0      |
| 26   | Sergio Canamasas    | Caterham Racing      | 0      |
| 27   | Nathanaël Berthon   | Trident              | 0      |
| 28   | Pål Varhaug         | Hilmer Motorsport    | 0      |
| 29   | Fabrizio Crestani   | Venezuela GP Lazarus | 0      |
| 30   | Qing Hua Ma         | Caterham Racing      | 0      |

### Teamwertung
| Pos. | Team               | Punkte |
| ---- | ------------------ | ------ |
| 01   | Carlin             | 147    |
| 02   | Rapax              | 143    |
| 03   | Russian Time       | 137    |
| 04   | Hilmer Motorsport  | 112    |
| 05   | Racing Engineering | 110    |
| 06   | ART Grand Prix     | 87     |
| 07   | DAMS               | 83     |

| Pos. | Team                 | Punkte |
| ---- | -------------------- | ------ |
| 08   | Arden International  | 68     |
| 09   | Caterham Racing      | 32     |
| 10   | Trident Racing       | 28     |
| 11   | MP Motorsport        | 24     |
| 12   | Barwa Addax Team     | 20     |
| 13   | Venezuela GP Lazarus | 11     |